# Mohamed Amine Meskini
Pour les articles homonymes, voir Meskini.
Mohamed Amine Meskini, né le 5 juin 1997, est un footballeur tunisien. Il évolue au sein de l'Al Watan SC.

## Biographie
Il commence sa carrière au Club sportif de Hammam Lif avant de partir à l'Espérance sportive de Tunis en juin 2017. 

## Palmarès
- Championnat arabe des clubs en 2017
- Championnat de Tunisie en 2018, 2019, 2020, 2021 et 2022
- Ligue des champions de la CAF en 2018 et 2019
- Supercoupe de Tunisie en 2019 et 2021